# Ostafrika-Bergriedbock
Der Ostafrika-Riedbock (Redunca chanleri) ist eine afrikanische Antilope aus der Gattung der Riedböcke, der im nordöstlichen Afrika im Süden Äthiopiens, im Südosten des Südsudan und im Hochland von Kenia und des nördlichen Tansania vorkommt.

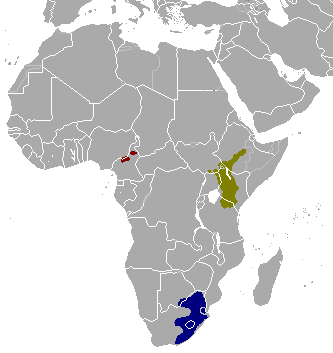
Die Verbreitungsgebiete der Redunca fulvorufula-Artengruppe
Ostafrika-Bergriedbock
Adamaoua-Riedbock
Bergriedbock

## Merkmale
Der Ostafrika-Riedbock erreicht eine Kopf-Rumpf-Länge von 110 bis 136 Zentimeter, eine Schulterhöhe von 65 bis 76 Zentimeter und hat einen etwa 20 Zentimeter langen, buschigen Schwanz. Das Gewicht der Männchen liegt zwischen 22 und 38 kg, das der die Weibchen beträgt 19 bis 35 kg. Das weiche, wollige Fell ist auf dem Rücken und an den Seiten hellgrau gefärbt. Der Bauch ist weiß, wobei die Färbung der Flanken nicht allmählich in die Bauchfärbung übergeht, sondern beide Färbungen durch eine deutliche Linie voneinander abgegrenzt sind. Der Kopf des Ostafrika-Riedbocks ist etwas mehr rötlich gefärbt als der Rumpf. Das Kinn, die Lippen und der obere Abschnitt der Kehle sind hell. Die Haut um die Duftdrüse unterhalb der Ohren ist unbehaart und schwarz. Die Unterseite des Schwanzes ist weiß, die Oberseite hat die gleiche Färbung wie der Rumpf. Verglichen mit dem Südlichen Bergriedbock (Redunca fulvorufula) ist die Färbung des Ostafrika-Riedbocks heller mit einem weit weniger rötlichen Einschlag. Nur Männchen besitzen Hörner. Das untere Drittel der Hörner ist geringelt. Sie sind 38 bis 76 Zentimeter lang und damit länger als die des Südlichen Bergriedbocks.
Das Gebiss besteht aus 32 Zähnen mit folgender Zahnformel: {\displaystyle {\frac {0.0.3.3}{3.1.3.3}}}

## Lebensraum und Lebensweise
Der Ostafrika-Riedbock kommt in zerklüfteten, hügeligen Landschaften mit Savannencharakter und vereinzelten Dickichten vor. Offenes, flaches Grasland meidet er weitgehend. Dabei bevorzugt er Höhen von über 1500 Metern, in Tansania wurden die Tiere schon in Höhen von 5000 Metern am Hang des Kilimandscharo beobachtet. Der Ostafrika-Riedbock verträgt eine große Spannweite von Umweltextremen einschließlich Temperaturen unterhalb des Gefrierpunktes und schneebedeckten Boden. Seine Populationsdichte wird auf 11 bis 30 Individuen pro km² geschätzt, aber in günstigen Gegenden können bis zu 100 Exemplare auf einem km² leben. Der Ostafrika-Riedbock ernährt sich vor allem von Gräsern, Einkeimblättrige Pflanzen machen über 99 % seiner Nahrung aus. Dabei ist er recht wählerisch und frisst vor allem die weichen, grünen Teile der Gräser, während er trockene Teile und die Stängel verschmäht. Besonders begehrt sind Süßgräser wie Hyparrhenia, Themeda und Cymbopogon. Hundszahngräser, die häufigsten Gräser im Verbreitungsgebiet des Ostafrika-Riedbocks, werden zwar gefressen aber in weit geringeren Mengen als es der relativen Häufigkeit der Gräser entspricht. Im Februar und März am Ende der Trockenzeit nimmt die Aufnahme von Blättern von Sträuchern zu. Zwei Monate nach dem Beginn der Regenzeit verkürzt sich aufgrund des guten Nahrungsangebotes die Zeit, die mit der Nahrungsaufnahme verbracht wird, deutlich.
Der Ostafrika-Riedbock kann sowohl am Tag als auch in der Nacht aktiv sein. Die Hauptaktivitätszeit wird vor allem durch die Temperatur beeinflusst. Generell ist die Art am aktivsten, wenn es kühl ist, besonders wenn es regnet. Das Aktivitätsniveau ist in der Mittagszeit am niedrigsten. Sie wird vor allem mit Ruhen verbracht. In der Nacht vermeiden die Tiere Talsohlen, vermutlich da sich dort kalte Luft sammelt. Die einzelgängerischen Männchen sind in der Regel aktiver als Weibchen und verbringen weniger Zeit mit Ausruhen. Wahrscheinlich hängt dies mit der Revierverteidigung zusammen. Weibchen leben normalerweise in kleinen Gruppen, die aus 2 bis 6, maximal aus 11 Individuen bestehen. Die Gruppengrößen sind jedoch fließend und Gruppen finden zusammen oder gehen auseinander abhängig vom Nahrungsangebot. Der Ostafrika-Riedbock vermehrt sich das ganze Jahr über, die meisten Geburten finden jedoch während der Regenzeit von März bis Mai statt. Nach einer Tragzeit von acht Monaten wird ein einzelnes Jungtier geboren. In menschlicher Obhut gehaltene Tiere wurden maximal 12 Jahre alt.

## Systematik
Die Erstbeschreibung des Ostafrika-Riedbocks wurde im Jahr 1895 durch den britischen Bankier und Zoologen Walter Rothschild verfasst. Er wurde lange Zeit als Unterart des Bergriedbocks (Redunca fulvorufula) eingestuft, der vor allem im östlichen Südafrika verbreitet ist, über 3000 km weiter südlich. Die britischen Zoologen Colin Groves und Peter Grubb gaben ihm in einer 2011 veröffentlichten umfangreichen Revision der Huftiersystematik den Status einer eigenständigen Art.

## Gefährdung
Der Ostafrika-Riedbock wird auf der Roten Liste der IUCN als gefährdet eingestuft. Die gesamte Population besteht nur noch aus etwa 2000 bis 2100 adulten Exemplaren, wobei der Bestand rückläufig ist und in mehrere isolierte Subpopulationen geteilt ist. In Äthiopien kommt die Art noch in den Nationalparks Awash, Nechisar, Omo und Mago vor, in Kenia in den Nationalparks Aberdare, Nairobi und Lake Nakuru und in Tansania im Arusha-Nationalpark. Im Naturschutzgebiet Ngorongoro ist er sehr selten und im Tarangire-Nationalpark wurde er zuletzt im Jahr 1993 beobachtet. Die meisten Ostafrika-Riedböcke leben in Kenia.